# راشيل بروك سميث
راشيل بروك سميث (بالإنجليزية: Rachele Brooke Smith)‏ (ولدت في 7 نوفمبر 1987) ممثلة وراقصة أميركية ظهرت موهبتها كراقصة في أفلام مثل مركز المسرح:زدها
, برينغ إيت أون:فايت تو ذا فينيش 

## روابط خارجية
- راشيل بروك سميث على موقع IMDb (الإنجليزية)
- راشيل بروك سميث على موقع ألو سيني (الفرنسية)
- راشيل بروك سميث على موقع أول موفي (الإنجليزية)
- راشيل بروك سميث على موقع قاعدة بيانات الفيلم (الإنجليزية)
- راشيل بروك سميث على موقع كينوبويسك (الروسية)